# Emlingen
Emlingen ist eine französische Gemeinde mit 313 Einwohnern (Stand 1. Januar 2022) im Département Haut-Rhin in der Region Grand Est (bis 2015 Elsass). Sie gehört zum Kanton Altkirch und zum Kommunalverbands Sundgau.

## Geografie
Emlingen liegt zwischen Wittersdorf im Westen und Tagsdorf im Osten, vier Kilometer östlich von Altkirch und 14 Kilometer südwestlich von Mülhausen an der D419, genannt Route de Bâle, im Sundgau. Durch das Gemeindegebiet fließt der Thalbach, ein Nebenfluss der Ill.

## Geschichte
Die Ortschaft wurde 1304 erstmals urkundlich erwähnt, der Ortsname setzt sich aus dem germanischen Namen „Emilo“ und der Ortsnamensendung -ingen zusammen, was nahelegt, dass der Ort im Rahmen der Fränkischen Landnahme gegründet wurde. Archäologische Funde von Grabstätten aus der Merowingerzeit (5. bis 8. Jahrhundert) unterstützen diese These.
Die Priorei Saint-Morand in Altkirch besaß im Mittelalter einen Dinghof in Emlingen.
Die Ortschaft selbst gehörte jedoch zur Seigneurie Altkirch, die wiederum bis 1324 den Grafen von Pfirt gehörte, bis 1648 dem Heiligen Römischen Reich unter Führung der Habsburger, und schließlich den Königen von Frankreich. 1793 erhielt Emlingen im Zuge der Französischen Revolution den Status einer Gemeinde und 1801 das Recht auf kommunale Selbstverwaltung.
Von 1871 bis zum Ende des Ersten Weltkrieges (1914–1918) gehörte Emlingen als Teil des Reichslandes Elsaß-Lothringen zum Deutschen Reich und war dem Kreis Altkirch im Bezirk Oberelsaß zugeordnet. Im Ersten Weltkrieg wurde die Ortschaft evakuiert.

### Bevölkerungsentwicklung
| Jahr      | 1910 | 1962 | 1968 | 1975 | 1982 | 1990 | 1999 | 2007 | 2017 |
| Einwohner | 201  | 160  | 178  | 177  | 171  | 227  | 271  | 241  | 287  |

## Sehenswürdigkeiten

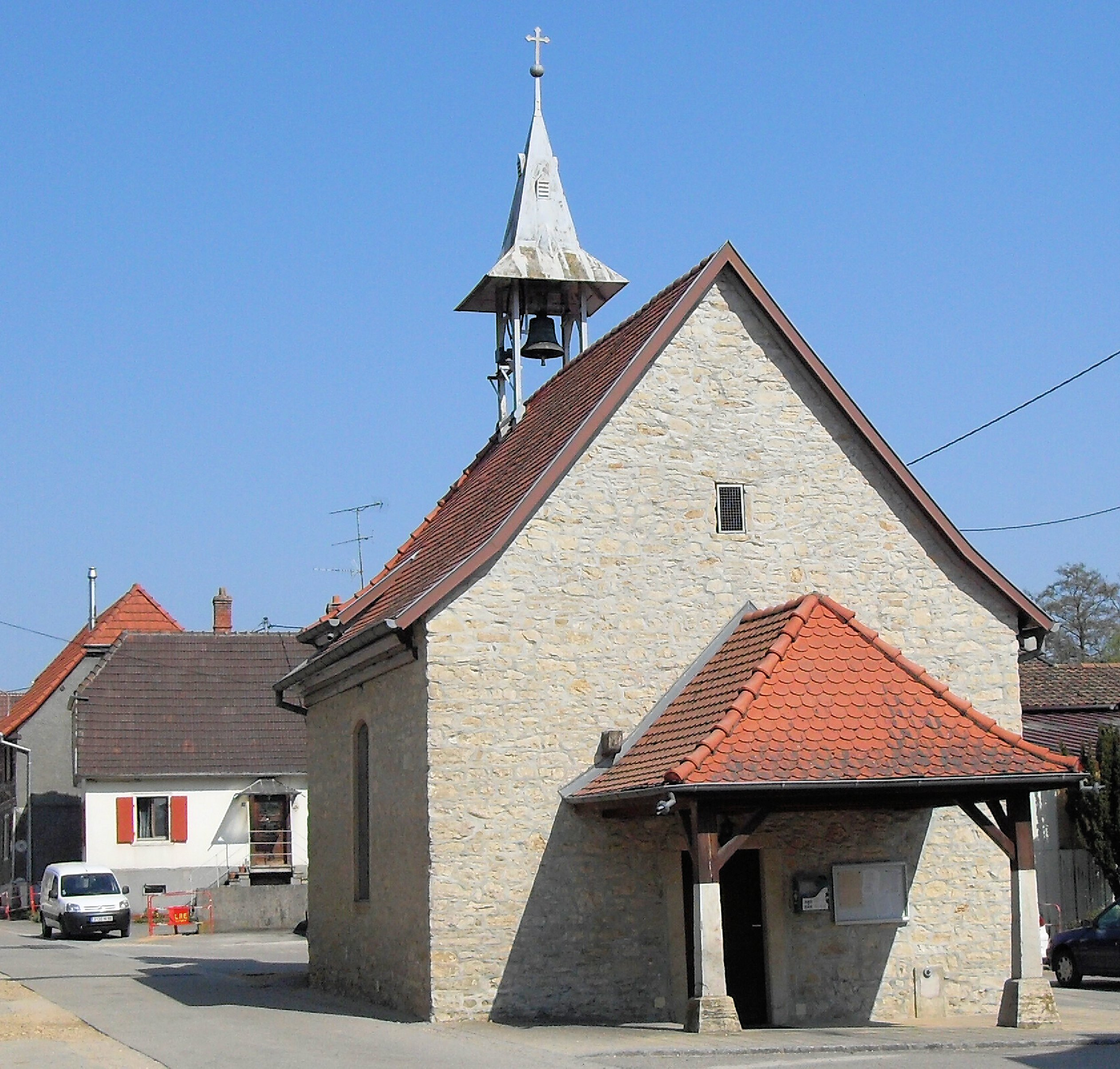
Kapelle St. Odilie

Die Kapelle Sainte-Odile, die zusätzlich dem Heiligen Fridolin von Säckingen geweiht ist, wurde 1759 erbaut. Sie gehört zur Pfarrei Wittersdorf.

## Wirtschaft
Ab dem 19. Jahrhundert, bis 1953 gab es einen Kalksteinbruch und einen Kalkofen vor Ort. Heute sind die Haupterwerbszweige in Emlingen Handel, Transportwesen, diverse Dienstleistungen, öffentliche Verwaltung und Landwirtschaft (Ackerbau und die Zucht von Hausrindern). Die meisten Erwerbstätigen sind Pendler und arbeiten auswärts.